# Berkeley, Missouri
Berkeley är en stad i St. Louis County i Missouri och en förort till Saint Louis. Lambert-St. Louis International Airport ligger delvis inom stadens gränser. Vid 2020 års folkräkning hade Berkeley 8 228 invånare.